# Nassandres-sur-Risle
Nassandres-sur-Risle es una comuna nueva francesa situada en el departamento de Eure, de la región de Normandía.

## Historia
Fue creada el 1 de enero de 2017, en aplicación de una resolución del prefecto de Eure de 3 de agosto de 2016 con la unión de las comunas de Carsix, Fontaine-la-Soret, Nassandres y Perriers-la-Campagne, pasando a estar el ayuntamiento en la antigua comuna de Nassandres.

## Demografía
| Gráfica de evolución demográfica de Nassandres-sur-Risle entre 1800 y 2013 |
|                                                                            |

Los datos entre 1800 y 2013 son el resultado de sumar los parciales de las cuatro comunas que forman la nueva comuna de Nassandres-sur-Risle, cuyos datos se han cogido de 1800 a 1999, para las comunas de Carsix, Fontaine-la-Soret, Nassandres y Perriers-la-Campagne de la página francesa EHESS/Cassini. Los demás datos se han cogido de la página del INSEE.

## Composición
| Comuna delegada      | Código INSEE | Población (2013) | Superficie (km²) | Densidad (hab./km²) |
| -------------------- | ------------ | ---------------- | ---------------- | ------------------- |
| Carsix               | 27131        | 253              | 6.57             | 39                  |
| Fontaine-la-Soret    | 27253        | 387              | 9.62             | 40                  |
| Nassandres           | 27425        | 1359             | 4.92             | 276                 |
| Perriers-la-Campagne | 27452        | 396              | 4.47             | 89                  |